# Friedrich Walz (Politiker, 1874)
Friedrich Walz (* 30. November 1874 in Gunzenhausen; † 3. Januar 1952 in München) war ein deutscher Politiker der Deutschen Volkspartei der Pfalz (DVPdP) und ab 1920 der Bayerischen Mittelpartei (BMP).
Walz wurde 1874 geboren. Er war Volksschullehrer und wohnte in Heidenheim. Er gehörte von 1911 bis 1918 der Kammer der Abgeordneten sowie von 1919 bis 1924 dem Bayerischen Landtag an. Er verstarb im Alter von 77 Jahren. Er war evangelisch-lutherischen Glaubens.